# Emilia Brangefält
Emilia Brangefält, född 10 maj 2002 i Västerås, död 13 november 2023, var en svensk traillöpare. 
År 2019 bestämde sig Brangefält för att satsa på löpningen och tränade då för Västerås Friidrott. Två år senare tävlingsdebuterade hon på Idre Fjällmaraton. Under tävlingen gjorde hon "den snabbaste tiden i världen för kvinnor under 20 år". Året därpå, 2022, knep hon SM-guld i kort trail och samma år fick hon en plats i svenska landslaget. När det första kombinerade världsmästerskapet i trail- och bergslöpning gick av stapeln i Chiang Mai, Thailand 2022 fick hon ett VM-brons. När nästa VM gick av stapeln i Innsbruck 2023 hamnade hon på plats fem. 
Brangefält avled den 13 november 2023 till följd av självmord.

## Resultat
| År   | Tävling                                                                       | Plats | Antal deltagare |
| ---- | ----------------------------------------------------------------------------- | ----- | --------------- |
| 2021 | Salming Idre Fjällmaraton - 45 km - Renens stig                               | 4     | 194             |
| 2021 | SM Ultratrail - 45km                                                          | 3     | 14              |
| 2022 | Genarps IF Trail - GIFT 40K - TRAIL SM 2022                                   | 1     | 27              |
| 2022 | Fjällmaratonveckan Årefjällen - Peak Performance Vertical K                   | 3     | 64              |
| 2022 | Fjällmaratonveckan Årefjällen - 45K                                           | 2     | 112             |
| 2022 | WMTRC: World Mountain & Trail Running Championship - Short Trail 40km         | 3     | 75              |
| 2023 | Sandnes Ultratrail - 23 K                                                     | 1     | 41              |
| 2023 | Transvulcania Ultramarathon La Palma Island - VOLCANOES 48K                   | 2     | 87              |
| 2023 | World Mountain and Trail Running Championships Innsbruck-Stubai - Trail Short | 5     | 125             |

Källa: